# Гоґманай
Гоґманай (Hogmanay [ˈhɒɡməneɪ], [hɒɡməˈneɪ] HOG-mə-nay, -⁠NAY, Scots: [ˌhɔɡməˈneː]) — шотландське слово для позначення останнього дня старого року та є синонімом святкування Нового року на шотландський манер. Зазвичай після нього слідує подальше святкування вранці в день Нового року (1 січня) або в деяких випадках 2 січня — шотландський вихідний день.
Походження Гоґманая неясне, але воно може походити від норвезьких і гельських обрядів зимового сонцестояння. По всій Шотландії звичаї відрізняються і зазвичай передбачають дарування подарунків і відвідування домівок друзів і сусідів, при цьому особлива увага приділяється першому гостю нового року.

## Етимологія
Етимологія слова неясна. Найдавніша запропонована етимологія походить від шотландського пресвітеріанського красномовства 1693 року, де стверджується, що цей термін є спотворенням передбачуваного дав.-гр. ἁγία μήνη (hagíā mḗnē) і що це означало «священний місяць». Три основні сучасні теорії виводять його з французького, скандинавського або гельського кореня.
Слово вперше записано в латинському записі в 1443 році в Вест-Райдингу Йоркшира як hagnonayse. Вперше в шотландській мові слово з'явилася в 1604 році в записах Елгіна як hagmonay. Наступні написання XVII століття включають Hagmena (1677), Hogmynae night (1681), і Hagmane (1693) у записі Scotch Presbyterian Eloquence.
Хоча на даний час переважаючим варіантом написання та вимови є Гоґманай (Hogmanay), було зафіксовано кілька варіантів написання та вимови, зокрема:
 
з першим складом по-різному /hɔg/, /hog/, /hʌg/, /hʌug/ або /haŋ/.

### Можливі французькі етимології
Можливо, цей термін увійшов до середньошотландської мови через французьку мову. Найчастіше цитоване пояснення є похідним від північнофранцузького діалектного слова hoguinané, або варіанти, такі як hoginane, hoginono і hoguinettes, які походять від середньофранцузького aguillanneuf XVI століття означає або подарунок на Новий рік, або дитячий плач за такий подарунок, або саму новорічну ніч. Оксфордський словник англійської мови підтверджує цю теорію, кажучи, що цей термін, ймовірно, є запозиченням aguillanneuf, середньовічний французький крик, який використовувався для зустрічі нового року, що складається з невідомого першого елемента плюс «l'an neuf» («новий рік»).
Це пояснення підтверджується дитячою традицією, яка дотримувалася принаймні до 1960-х років у деяких частинах Шотландії, відвідувати будинки у своїй місцевості напередодні Нового року та просити й отримувати невеликі частування, такі як солодощі чи фрукти. Другим елементом буде l'an neuf («Новий рік»), джерела припускають друїдичне походження практики в цілому. Порівняйте це з норманським hoguinané і застарілі звичаї в Джерсі плакати ma hodgîngnole, а на Гернсі просити oguinane, для новорічного подарунка. У Квебеку, la guignolée був збір від дверей до дверей для бідних.
Порівняйте також очевидний іспанський споріднений aguinaldo / aguilando, із запропонованим латинським похідним hoc in anno «в цьому році».
Інші пропозиції включають au gui mener («вести до омели»), à gueux mener ('принести жебракам'), au gui l'an neuf («на омелі новий рік», або (l')homme est né («людина народжується»).

### Можливі гойдельські етимології
Можливо, це слово походить із гойдельських мов. Фрейзер і Келлі повідомляють про новорічну пісню на менській мові, яка починається з рядка To-night is New Year's Night, Hogunnaa, але не записали повний текст на менській мові. Сам Келлі використовує написання Og-u-naa... Tro-la-la Og-u-naa... Tro-la-la Og-u-naa... Tro-la-la Og-u-naa... Tro-la-la тоді як інші джерела розбирають це як hog-un-naa і надати сучасній менській формі Hob dy naa. Менські словники дають Hop-tu-Naa (Manx pronunciation: [hopʰ tθu neː]), загалом приховуючи його як «Hallowe'en», так само, як і багато більш специфічних фольклорних колекцій Менкса.
У цьому контексті також записано, що на півдні Шотландії (наприклад, Роксбургширі) немає ⟨m⟩, тобто слово Hunganay, що може припустити, що ⟨m⟩ є нав'язливим.
Інша теорія, яка іноді зустрічається, є похідним від фрази thog mi an èigh/eugh ([hok mi ˈɲeː], «Я підняв крик»), що нагадує Hogmanay у вимові та було частиною віршиків, які традиційно читали на Новий рік, але незрозуміло, чи це просто випадок народної етимології.
Загалом, гельська мова постійно називає новорічну ніч Oidhche na Bliadhn(a) Ùir(e) («Новорічна ніч») і Oidhche Challainn («Ніч календ»).

### Можливі скандинавські етимології
Інші автори  відкидають як французьку, так і гойдельську теорії, а натомість припускають, що остаточне джерело для норманського французького, шотландського та гойдельського варіантів цього слова має спільний скандинавський корінь. Пропонується повна форма
- «Hoginanaye-Trollalay/Hogman aye, Troll a lay» (з манським спорідненим Hop-tu-Naa, Trolla-laa)
- «Гоґманай, Троллолай, дай нам свого білого хліба і жодного сірого»[24]

закликати горян (ісландська haugmenn, порівняйте англосаксонський hoghmen) або «ельфів» і виганяє тролів у море (á læ «в море»). Крім того, Репп встановлює зв'язок між «Trollalay/Trolla-laa» та римою, записаною в «Реліквіях Персі»: «Trolle on away, trolle on away. Synge heave and howe rombelowe trolle on away», що він читає як пряме звернення до заборони тролів.

## Витоки
Коріння Гоґманаю, можливо, сягає корінням до святкування зимового сонцестояння серед скандинавів, а також включає звичаї гельського свята савань. Вікінги святкували Йоль, який згодом сприяв появі Дванадцяти днів Різдва, або «Днів Дафта», як їх іноді називали в Шотландії. Різдво не святкувалося як фестиваль, і Гоґманай у Шотландії був більш традиційним святкуванням. Можливо, це було результатом протестантської Реформації, після якої Різдво вважалося «надто папістським».
Гоґманай також відзначався на крайній півночі Англії, аж до Річмонда включно. Він був традиційно відомий як «Hagmena» в Нортумберленді, «Hogmina» в Камберленді та «Hagman-ha» або «Hagman-heigh» у Північному райдингу Йоркширу.

## Перший гість
Є багато звичаїв, як національних, так і місцевих, пов'язаних з Гоґманаєм. Найпоширенішим національним звичаєм є вшанування першого гостя, яке починається відразу після опівночі. Це означає бути першою людиною, яка переступить поріг друга чи сусіда, і часто включає дарування символічних подарунків, таких як сіль (сьогодні рідше), вугілля, пісочне тісто, віскі та чорна булочка (здобний фруктовий пиріг), що мали принести різну удачу господареві. Їжу та напої (як подарунки) потім роздають гостям. Це може тривати протягом раннього ранку і навіть наступного дня (хоча в наші дні люди відвідують будинки навіть у середині січня). Вважається, що перший гість встановлює удачу на решту року. Традиційно віддають перевагу високим темноволосим чоловікам.

### Місцеві звичаї

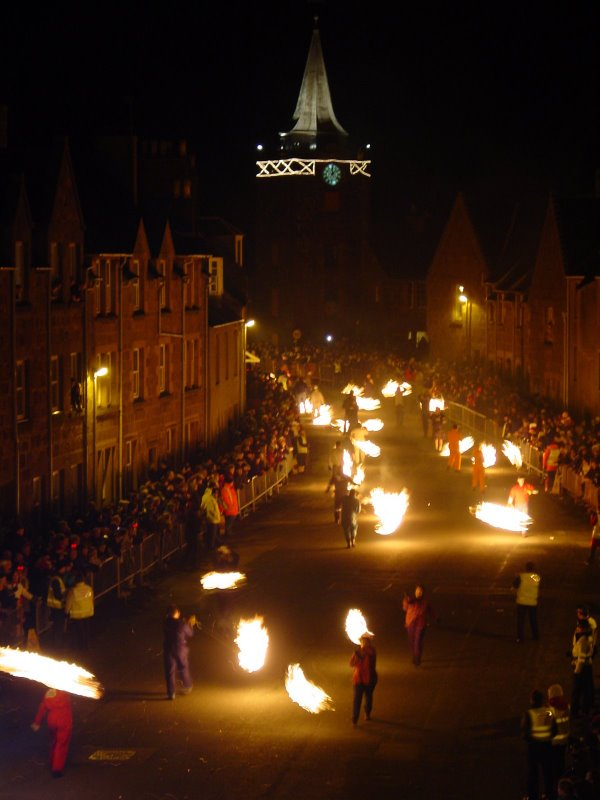
Церемонія вогняних куль у Стоунгейвені 2003

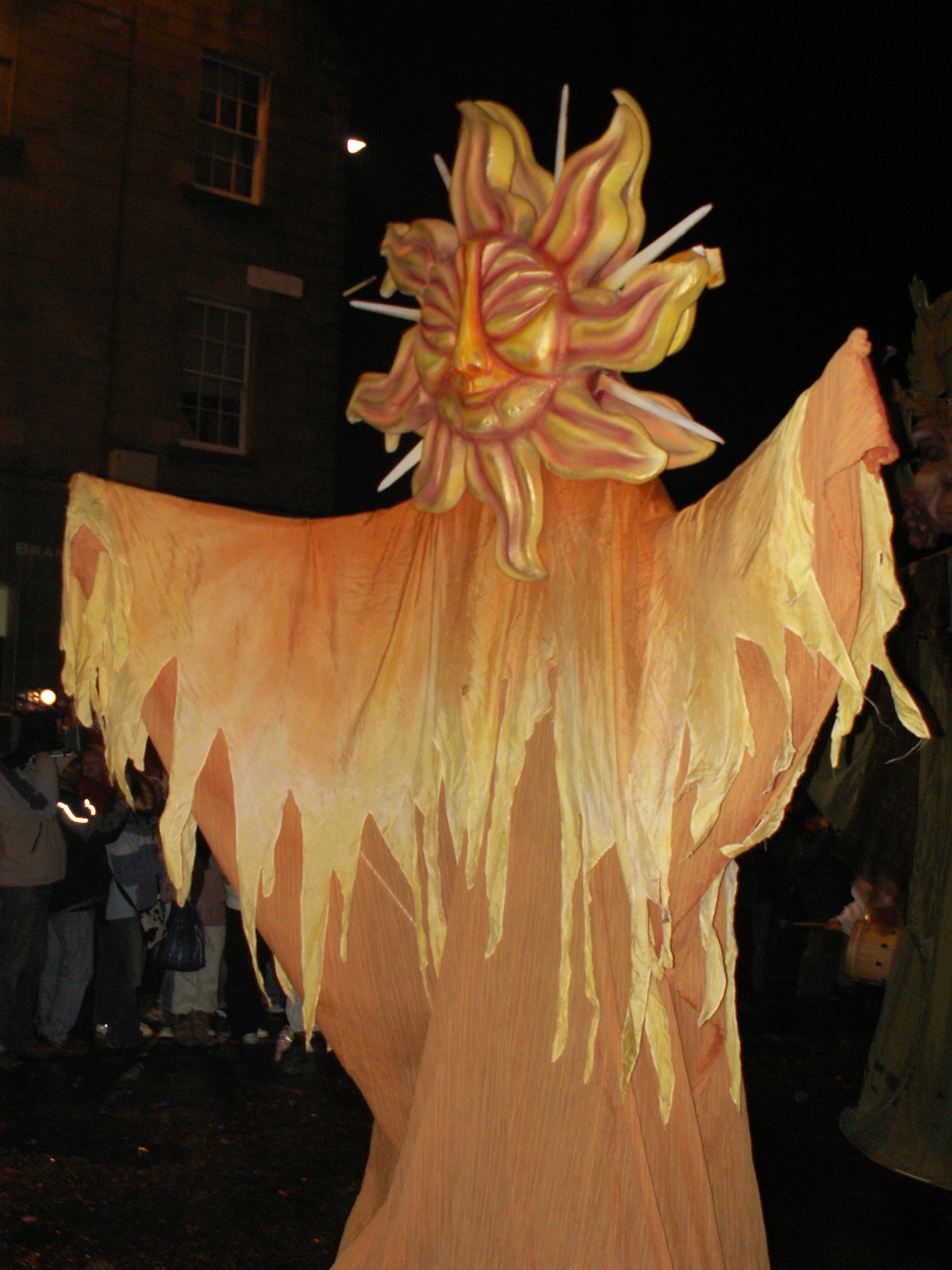
Каталонська богиня сонця з вечірки Вечірка на вулиці Гоґманай, Единбург 2005

Прикладом місцевого звичаю Гоґманаю є розмахування вогненною кулею, яке відбувається в Стоунхейвені, Абердиншир, на північному сході Шотландії. Місцеві жителі виготовляють «кульки» з курячого дроту, наповнені старою газетою, палицями, ганчірками та іншим сухим легкозаймистим матеріалом діаметром до 2 фути (0,61 м), кожна з яких прикріплена приблизно до 3 фути (0,91 м) з дроту, ланцюга або негорючої мотузки. У той час, коли лунає дзвін Старого Міського будинку, щоб відзначити новий рік, кулі запалюють, і святкувальники рушать вгору по Хай-стріт від Меркат-Хросу до Кеннона й назад, розгойдуючи палаючі кулі навколо своїх голів.
Наприкінці церемонії всі вогняні кулі, які ще горять, кидають у гавань. Багатьом людям подобається ця виставка, і великі натовпи збираються, щоб побачити її. Так святкування 2007/2008 року відвідало 12 000 осіб. Останніми роками, щоб розважити натовп, було додано додаткові атракціони, які задіюються опівночі, наприклад фаєр-шоу, сопілкарський оркестр, вуличні барабани та феєрверк після того, як остання вогняна куля була викинута в море. Урочистості тепер транслюються в прямому ефірі через Інтернет. Іншим прикладом фестивалю вогню є спалення клавія в місті Берґхед у Морі.
У рибальських громадах на східному узбережжі та в Данді перші люди колись несли прикрашений оселедець. А у Фолкленді у Файфі коли наближалася північ місцеві чоловіки йдуть факельною ходою до вершини Ломонд-Гіллз. Пекарі в Сент-Ендрюсі випекли спеціальні тістечка для свого святкування Гоґманаю (відомого як «День торта») і роздають їх місцевим дітям.
Заклади також мали свої традиції. Наприклад, у шотландських полках офіцери прислуговували людям на спеціальних обідах, а під час дзвонів Старий рік зустрічали з воріт казарми. Тоді вартовий кидає виклик новому супроводу за воротами: «Хто там іде?» Відповідь: «Новий рік, все добре».
Старий звичай у Гайленді — святкувати Гоґманай з Saining (шотландське означає «захист, благословення») домогосподарства та худоби. Рано вранці на Новий рік домочадці п'ють, а потім бризкають «чарівною водою» з «мертвого і живого броду» по дому («мертвий і живий брід» називають річкового брід, який зазвичай перетинають як живі, так і мертві). Окропивши водою кожну кімнату, ліжка і всіх мешканців, хату щільно закривають, а гілки ялівцю підпалюють і розносять по хаті. Димом ялівцю дозволяється ретельно обкурювати будівлі, поки він не викликає у мешканців чхання та кашель. Тоді всі двері та вікна відчиняються, щоб увійшло холодне свіже повітря Нового року. Потім господиня подає «зміцнюючий засіб» із пляшки віскі, і домочадці сідають за новорічний сніданок.

### «Добрий старий час»

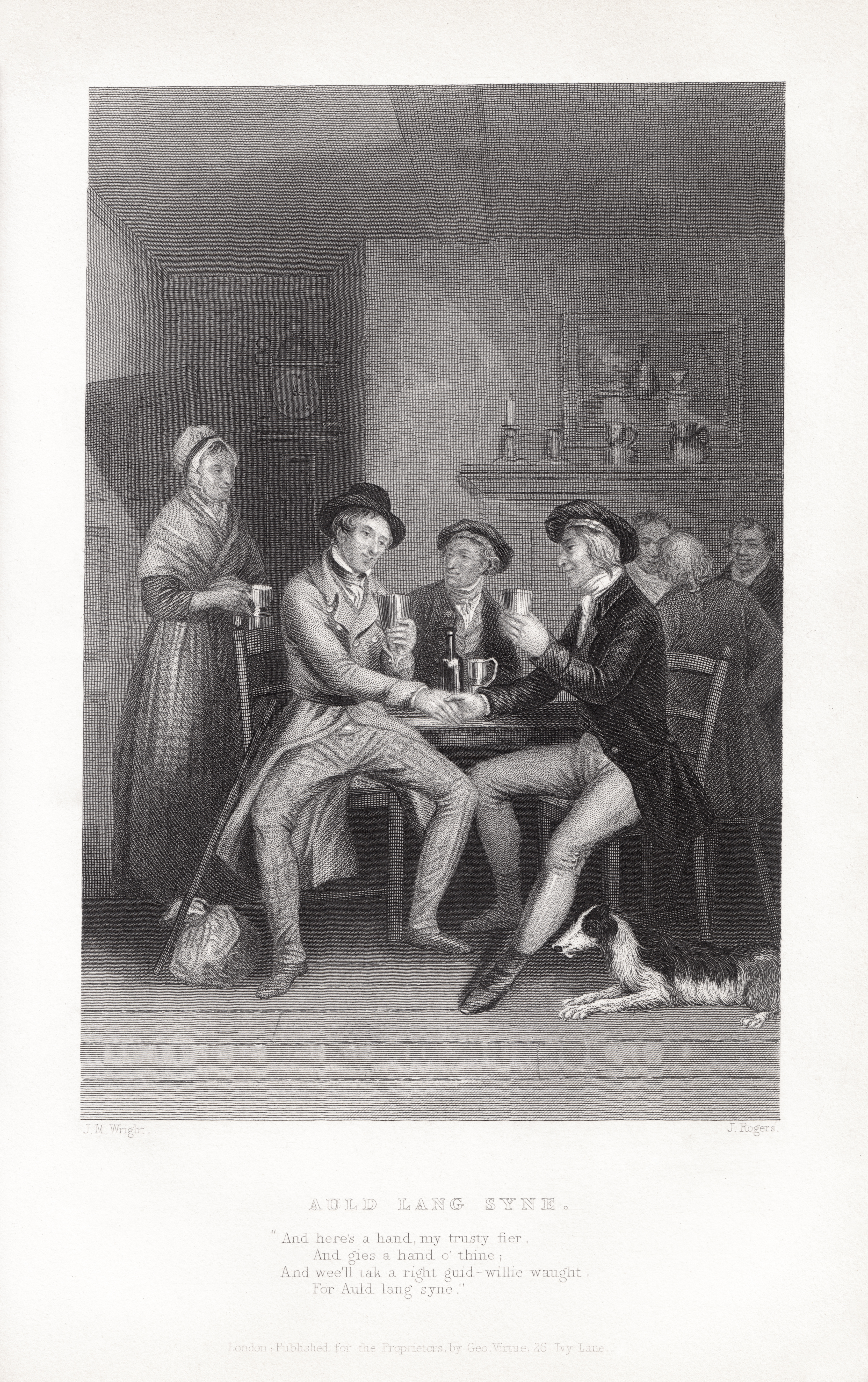
Джон Мейзі Райт і Джон Роджерс c. Ілюстрація Auld Lang Syne 1841 року.

Гоґманайський звичай співати «Auld Lang Syne» став поширеним у багатьох країнах. «Auld Lang Syne» — шотландська поема Роберта Бернса, заснована на традиційних та інших попередніх джерелах. Зараз прийнято співати це в колі з'єднаних рук, які схрещуються одна над одною, коли годинник б'є північ на Новий рік, хоча передбачається, що учасники беруться за руки лише на початку останнього куплету, перш ніж поспішати до центр як група.

## У ЗМІ
Між 1957 і 1968 роками напередодні Нового року як провісник святкування Гоґманая була представлена телевізійна програма «Клуб білого вересу». Шоу вів Енді Стюарт, який завжди починав зі співу «Заходьте, заходьте, приємно вас бачити…» Шоу завжди закінчувалося тим, що Стюарт і акторський склад співали «Haste ye Back»:
Haste ye back, we loue you dearly,

Call again you're welcome here.

May your days be free from sorrow,

And your friends be ever near.

May the paths o'er which you wander,

Be to you a joy each day.

Haste ye back we loue you dearly,

Haste ye back on friendship's way.
Виконавцями були Джиммі Шанд із групою, Ієн Паурі та його група, шотландські кантрі-танцюристи: Діксі Інґрем та Dixie Ingram Dancers, Джо Гордон Фолк Фур, Джеймс Уркхарт, Енн та Лора Бренд, Мойра Андерсон та Кеннет Маккеллар. Усі танцюристи та Енді Стюарт були в кілтах, а танцівниці — у довгих білих сукнях із тартановими поясами. Після розпаду клубу White Heather Club Енді Стюарт продовжував регулярно з'являтися в шоу Hogmanay на телебаченні аж до виходу на пенсію. Востаннє він виступав у 1992 році.
У 1980-х роках комік Енді Кемерон представляв шоу Hogmanay Show (на STV у 1983 і 1984 роках і з 1985 по 1990 рік на BBC Scotland), тоді як Пітер Моррісон представляв шоу A Highland Hogmanay на STV/Grampian, припинене в 1993 році.
Протягом багатьох років основною частиною телевізійних програм напередодні Нового року в Шотландії було комедійне скетч-шоу Scotch and Wry з коміком Ріккі Фултоном, яке незмінно включало кумедний монолог від нього в ролі похмурого преподобного І. М. Джоллі.
З 1993 року основними програмами BBC Scotland на Hogmanay були Hogmanay Live і комедійне скетч-шоу Джонатана Вотсона на футбольну тематику, Only an Excuse?.

## Пресвітеріанський вплив
Шотландське пресвітеріанське красномовство 1693 року містило одну з перших згадок про свято в офіційних церковних записах. До Гоґманая поставилися із загальним несхваленням. Проте, у Шотландії Гоґманай і Новий рік такі ж важливі, як Святвечір і Різдво.
Незважаючи на те, що Різдво в Шотландії було звичайним релігійним характером серед католицької та єпископальної громад, пресвітеріанська національна церква, Церква Шотландії, не заохочувала святкувати Різдво протягом майже 400 років; оно стало державним святом у Шотландії лише в 1958 році. Навпаки, 1 і 2 січня є державними святами, і Гоґманай все ще асоціюється з таким же святом, як Різдво в Шотландії.

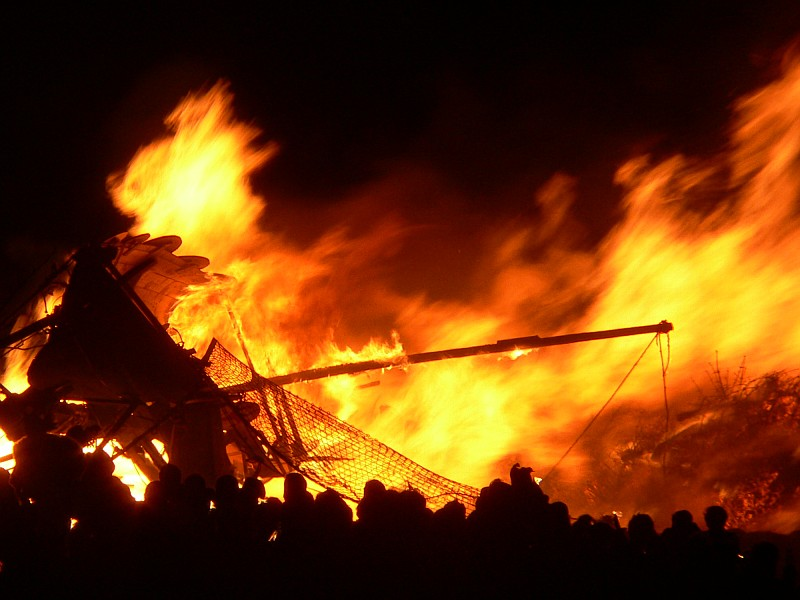
Довгий корабель вікінгів спалюється під час щорічних святкувань Гоґманаю в Единбурзі (хоча Единбург не має історичного зв'язку з тими скандинавами, які вторглися в Шотландію).

## Основні урочистості
Як і в більшості інших країн світу, найбільші міста Шотландії — Глазго, Единбург і Абердін — проводять урочистості, які тривають всю ніч. Такі свята також є в Стерлінгу та Інвернессі. Святкування Единбурзького Гоґманая є одними з найбільших у світі. Святкування в Единбурзі в 1996—1997 роках було визнано Книгою рекордів Гіннеса як найбільша у світі новорічна вечірка, на якій були присутні приблизно 400 000 людей. Тоді кількість була обмежена з міркувань безпеки.
У 2003-4 роках більшість організованих заходів було скасовано за короткий термін через дуже сильний вітер. Проте «Вогняні кулі Стоунхейвена» відбулися, як і було заплановано, і 6000 людей зібралися під час штормової погоди, щоб спостерігати за 42 особами з вогненними кулями на Гай-стріт. Подібно у 2006—2007 роках через сильний вітер і проливний дощ були скасовані урочистості в цей день в Единбурзі, Глазго та Стерлінгу знову. Проте святкування в Абердіні відбулося, і його відкрила поп-група Wet Wet Wet .
У 2020—2021 та 2021—2022 роках через пандемію COVID-19 у Шотландії було скасовано багато свят Гоґманая.

## Новорічний день
Більшість шотландців досі святкують Новий рік, як правило, спеціальною вечерею із стейковим пирогом.

## День Гензеля
Понеділок Гензеля
Історично в Шотландії подарунки дарували в перший понеділок Нового року. На свято їли смажену вечерю. Гензель було словом для подарунка, а отже, і «День Гензеля». У сучасній Шотландії ця практика вимерла.
Період урочистостей, що триває від Різдва до понеділка Гензеля, включаючи Гоґманай і Новорічний день, відомий як Дні Дафта.

## Виноски
1. ↑  μήνη насправді означає «місяць»